# Friedrich Wilhelm von Raison
Friedrich Wilhelm Albrecht Karl Maximilian Raison, desde 1787 von Raison (* 13 de enero de 1726 en Weimar (según otras fuentes en Coburg); † 20 de noviembre de 1791 en Mitau) estaba un estadista y erudito. La noble familia de Raison se remonta a él.

## Familia
El padre, Jean Ferdinand Raison (* en la década de 1680 en París, † 3 de diciembre de 1764 en Coburg), era un refugiado francés. El padre tuvo nueve hijos en su primer matrimonio y cinco hijos en su segundo matrimonio. Friedrich Wilhelm fue el sexto hijo. Su madre era Charlotte Raison, de soltera Badon, y murió en Jena el 26 de abril de 1736.
El 23 de febrero de 1772, se casó con Anna Sophie Recke en Mitau. Con ella tuvo seis hijos:
1. Friedrich Sigismund von Raison (26 de noviembre de 1773 Mitau, fallecido antes de 1800)
2. Johann Georg Wilhelm von Raison (13 de enero de 1775 Mitau - 1 de junio de 1836 Gross-Autz), se casó dos veces, 1er matrimonio en 1803 Luise Wehrt (murió en 1809), 2.º matrimonio Charlotte Wilhelmine Bursy
3. Charlotte Sophie von Raison (7 de julio de 1776 Mitau - 7 de marzo de 1777 Mitau)
4. Charlotte Christiane von Raison (11 de marzo de 1778 Mitau - 1795 Dresde), matrimonio con cerca de 14 años, con Karl Christian Schiemann
5. Karl von Raison (30 de enero de 1780 Mitau - 3 de agosto de 1811 Schwarden), casado con Karoline von Raison, b. plegado Meyer
6. Dorothea Henriette von Raison (1 de julio de 1786 Mitau - 16 de abril de 1790 Mitau)

## Vida
Después de haber estado en Livonia como educador, continuó sus estudios en Jena y al mismo tiempo leyó para muchos Curlandeses y Livonios presentes en la universidad un colegio sobre la historia y constitución de su patria. Llegó a Courland como jefe de la corte del teniente Ferdinand von Fircks en Lesten, en 1762 se convirtió en secretario secreto del gabinete del duque Ernst Johann, quien regresó del exilio a Courland. Después de su abdicación en 1769 recibió el título de un consejo de cancilleres del duque Pedro el 12 de febrero, bajo el cual, aunque no formalmente, asumió el cargo de ministro principal.

### Ciencia y arte
Raison no sólo era un político, sino también una persona con múltiples intereses en la ciencia y el arte. Su peculiaridad intelectual se caracteriza acertadamente por el breve obituario dedicado a él por el Intelligenzblatt de la Allgemeine Literatur-Zeitung en Jena cuando fue arrebatado de su duque por la muerte el 20 de noviembre de 1791 en medio de un período políticamente turbulento. "Este hombre meritorio y erudito", dice, "no sobresalió como escritor", pero era uno de los hombres más ingeniosos de nuestro país, conocido por las mejores ciencias.
El mismo testimonio en una versión más detallada le es presentado por Johann Friedrich von Recke, quien dice de él: "su espíritu cubría todo el campo del conocimiento humano. Escribió y habló latín a su máxima perfección, así como francés e italiano, leyó griego, inglés, español y ruso, entendió letón y estonio. Sus ciencias favoritas eran la historia y las matemáticas, y en estas últimas poseía excelentes conocimientos. Fue el alma de todos los libros y colecciones de arte creados por el Duque; la mayoría de ellos se unieron a través de su actividad. Él guiaba la pluma con todo, daba todo y arreglaba todo. Todas las monedas y medallas que los duques Ernst Johann y Peter acuñaron hasta 1784 son también su "invento". En cuanto a su carácter, según la descripción de su hijo, el pastor Johann Georg Wilhelm von Raison zu Groß-Autz, era "un hombre de principios firmes, temperamento fogoso, sentimiento violento, que no se debilitaba por una constitución poderosa y una dieta estricta; por lo tanto, por lo general se le consideraba más joven de lo que era incluso en años posteriores. "No le gustaba la gran compañía, el juego o los placeres similares que eran nutritivos para el espíritu y el corazón", dice en su necrología, "pero un estado de ánimo casi siempre alegre y una alegre alegría lo hacían el compañero más agradable en el círculo de sus sabios amigos elegidos".

## Honores

### Honor material por el duque Pedro de Biron
En Courland, el otorgamiento del indígenazgo estaba vinculado a una decisión de la caballería de Curlandia; por lo tanto, el duque Pedro de Biron sólo podía expresar su reconocimiento a través de honores materiales. En particular, hizo justicia a sus méritos para la fundación de la Academia Petrina y le entregó una suma de dinero muy considerable en febrero de 1776, y en 1789 le dio la Finca de Neu-Laschen cerca de Hasenpoth como garantía durante 99 años.

### Nobleza prusiana
En 1787 el rey Federico Guillermo II de Prusia lo nombró Consejero Privado y lo elevó a la nobleza por sus servicios políticos al Ducado de Curlandia y Semigalia, tanto en la administración interna como en la política exterior, lo que hizo en casi treinta años de servicio desinteresado. 

### Póstumo - nobleza rusiana
Por decisión del 18 de marzo de 1850, con referencia a un dictamen pericial del 21 de febrero de 1850, la nobleza hereditaria rusa fue otorgada a Friedrich Wilhelm von Raison. La decisión fue anunciada en las Gacetas del Senado de San Petersburgo del 31 de marzo de 1850. Como resultado, su familia tiene derecho a entrar en la cuarta parte del Noble Libro del Género.

## Literatura
- Allgemeines Schriftsteller- und Gelehrten-Lexikon der Provinzen Livland, Esthland und Kurland, bearbeitet von Johann Friedrich von Recke, Karl Eduard Napiersky, Dritter Band, L-R, Mitau 1831, S. 461–463
- Baltisches Biographisches Lexikon digital
- Genealogisches Handbuch des Adels Band 41, Adelige Häuser B VIII, Starke Verlag 1968, 560 Seiten, 112 Bilder
- Sitzungsberichte der Kurländischen Gesellschaft für Literatur und Kunst und Jahresberichte des Kurländischen Provinzialmuseums in Jelgava aus den Jahren 1909 und 1910[6]
  - Bericht über die 927. Sitzung der kurländischen Gesellschaft für literatur und Kunst am 4. Februar 1909, inkl. Bericht über den Vortrag des Oberlehrers Heinrich Diederichs über Friedrich Wilhelm von Raison
  - Selbstbiographie des Pastors zu Groß-Autz Johann Georg Wilhelm von Raison, geboren 1775 † 1836, Mitgeteilt von Pastor August von Raison in Sahten
- Sitzungsberichte der Kurzemer (kurländischen) Gesellschaft für Literatur und Kunst und Jahresberichte des Kurzemer Provincialmuseums in Jelgava aus den Jahren 1935/1936
- Friedrich Wilhelm von Raison @ geni.com
- Carl Ferdinand von Rutenberg S. 16 und 17, in Baltische Monatsschrift, Herausgegeben von Robert Weiss, XXXVII. Band. , 1859[7]